# Pádel Pro Tour
El Pádel Pro Tour (PPT) fue el circuito profesional de pádel más importante del mundo en sus siete años de existencia (2005-2012), tanto por el nivel organizativo de los torneos como por la participación de los mejores jugadores a nivel internacional.

## Historia
El proyecto, que se inició en 2005 y tuvo su primera temporada de torneos en 2006, es fruto del acuerdo entre el grupo de organizadores de Torneos Profesionales de Pádel, la Asociación de Jugadores Profesionales de Pádel (AJPP) y la Asociación Femenina Española de Pádel (AFEP).
El Circuito PPT se gestiona desde la sociedad sin ánimo de lucro Pádel Pro Tour, que establece su normativa y garantiza y avala los parámetros de calidad exigidos por la misma, así como los premios destinados a los jugadores y jugadoras profesionales de pádel que participan en los torneos del circuito. Esta entidad se organiza a través de una serie de comités sectoriales que marcan las directrices de las distintas áreas: planificación y estrategia, marketing, económica y técnica.
Durante la temporada 2010 se organizaron 17 torneos en España más el máster final en Madrid. Además, se cumplió con uno de los objetivos de Pádel Pro Tour: la internacionalización del circuito. Se realizaron tres torneos en Argentina, dos promocionales en Mendoza y San Luís, más el Internacional de Mar del Plata que inauguró la temporada oficial.
En el plano deportivo, Juan Martín Díaz y Fernando Belasteguín se encuentran consolidados como los números 1 del ranking desde hace varios años. Juani Mieres y Pablo de Lima realizaron buenas actuaciones el año anterior y escalaron hasta la segunda posición, siendo la gran amenaza para Díaz-Belasteguin. En cuanto a la categoría femenina, la lucha estuvo centrada en las dos mejores parejas: Carolina Navarro-Cecilia Reiter e Icíar Montes-Patricia Llaguno. Se repartieron todos los torneos de la temporada y Navarro-Reiter acabaron en lo más alto de la clasificación.
En 2011 la organización consiguió uno de los máximos logros para el futuro del circuito, el patrocinio de Bwin, pasándose a denominar circuito Bwin Padel Pro Tour. La celebración del circuito PPT contribuyó al conocimiento del pádel como deporte profesional a través de la gran difusión obtenida en diferentes medios de comunicación a nivel nacional.
En 2013 comienza el World Padel Tour, posicionándose como el circuito profesional de referencia en sustitución al anterior, el Padel Pro Tour, fruto del acuerdo entre el grupo de organizadores de Torneos Profesionales de Pádel, la Asociación de Jugadores Profesionales de Pádel (AJPP) y la Asociación Femenina Española de Pádel (AFEP).